# تربجسا
تربجسا (انگلیسی: Trebjesa brewery) کارخانه آبجوسازی مونته‌نگرویی است، که در سال ۱۸۹۶ تأسیس شد.